# Maurice Gee

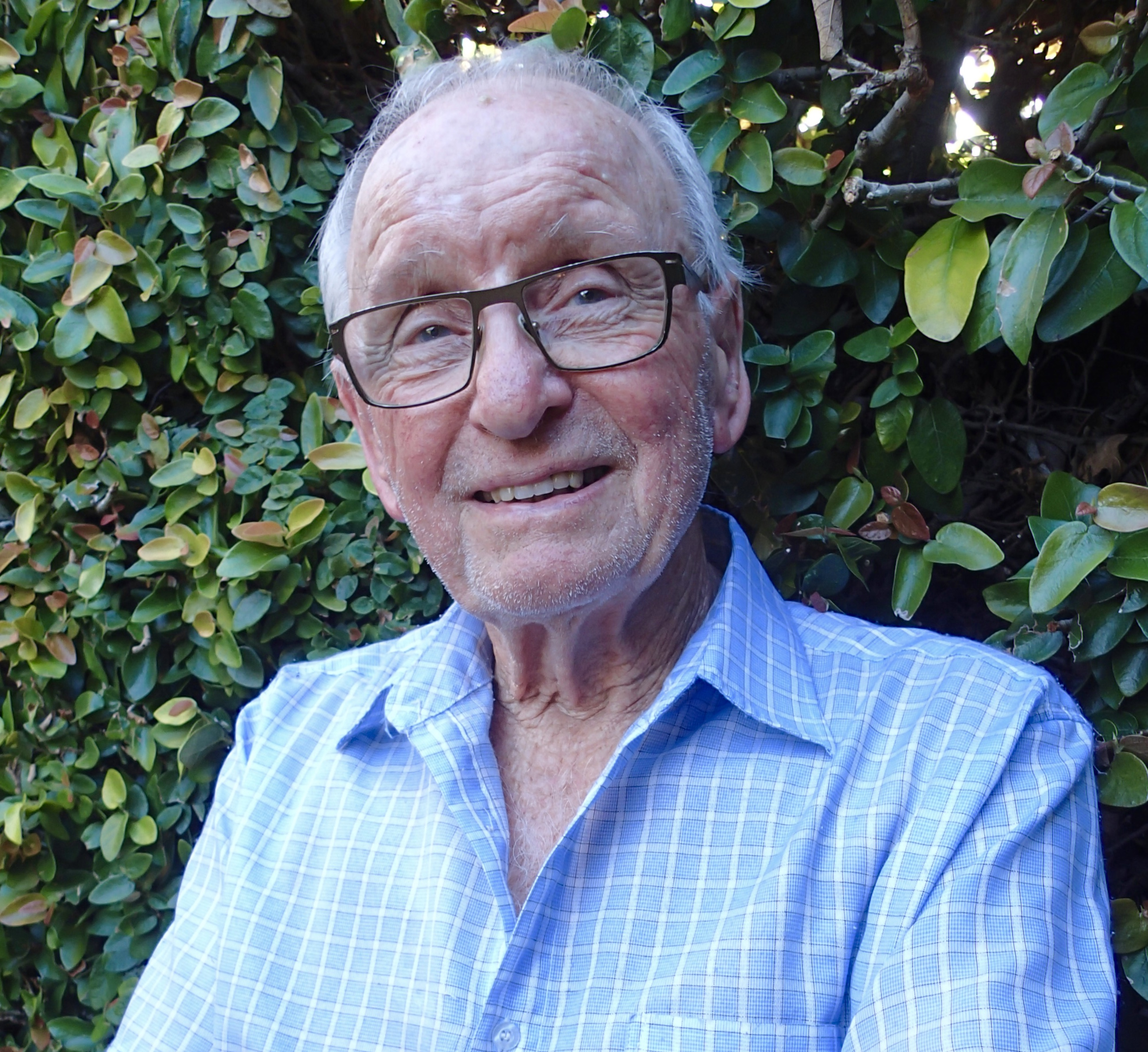
Maurice Gee, 2018

Maurice Gee (* 22. August 1931 in Whakatāne; † 12. Juni 2025) war ein neuseeländischer Schriftsteller, der vor allem für seine Romane bekannt war. Mehrere seiner Bücher wurden verfilmt.

## Leben
Große Teile seiner Kindheit verbrachte Gee in der neuseeländischen Kleinstadt Henderson, die fiktiv in vielen seiner Werke auftaucht. 1954 schloss er ein Studium der Anglistik in Auckland ab und arbeitete zunächst als Lehrer in Paeroa. Ende der 50er Jahre veröffentlichte er erste Kurzgeschichten. 1961 erhielt er ein Literaturstipendium und zog nach England, wo er weiterhin lehrte und schrieb. Sein Debütroman The Big Season erschien 1962.
Den Durchbruch schaffte Gee mit der Publikation seiner Trilogie Plumb (1978), Meg (1981) und Sole Survivor (1983), die das neuseeländische Leben dreier Generationen schildert. 1979 begann Gee mit der Veröffentlichung von Kinderbüchern.
2004 wurden zwei von Gees Romanen verfilmt: Crime Story (als Fracture) und In my Father's Den (von Brad McGann).  Under the Mountain wurde 1982 als achtteilige Fernsehserie und 2009 für das Kino verfilmt.

## Werk
Maurice Gee schrieb sowohl Erwachsenenliteratur als auch Kinder- und Jugendbücher. Sein erster Roman löste 1962 in Neuseeland ein starkes Presseecho aus. Die meisten seiner Romane spielen in Neuseeland. Wiederkehrende Motive sind Familienkonflikte oder Konflikte zwischen verschiedenen gesellschaftlichen Schichten, geprägt durch den Puritanismus. Häufiger Handlungsort sind neuseeländische Kleinstädte. Kritiker loben vor allem die differenzierte Darstellung der Charaktere und Konflikte.
Gees Kinder- und Jugendbücher sind häufig im Bereich von Fantasy und Science Fiction angesiedelt.

## Bibliografie
- The Big Game, 1962.
- A Special Flower, 1965.
- In My Father's Den, 1972.
- A Glorious Morning, Comrade, 1975.
- Games of Choice, 1976.
- Under the Mountain, 1979.
- The World Around the Corner, 1980.
- Plumb, 1981.
- Meg, 1981.
- The Halfmen of O, 1982.
- Sole Survivor, 1983.
- The Priests of Ferris., 1984.
- Motherstone, 1985.
- The Fire-Raiser, 1986.
- Collected Stories, 1986.
- Prowlers., 1987.
- The Champion, 1989.
- The Burning Boy, 1990.
- Going West, 1992.
- Crime Story, 1994.
- The Fat Man, 1995.
- Plumb Trilogy, 1995.
- Loving Ways, 1996.
- Live Bodies, 1998
  - deutsch: Lebende Fracht, Black Ink, Scheuring 2002 ISBN 3-930654-14-8
- Orchard Street, 1998.
- Hostel Girl, 1999.
- Ellie and the Shadow Man, 2001.
- The Scournful Moon, 2003.
- Blindsight, 2005.
- Salt, 2007.
- Gool, 2008.

## Auszeichnungen
- 1979 Goodman Fielder Wattie Book Award für Plumb
- 1986 Esther Glen Award für Motherstone
- 1995 Esther Glen Award für The Fat Man
- 1998 Deutz Medal for Fiction für den Roman Live Bodies
- 2002 Ehrung der Children's Literature Foundation für seine Beiträge zur Jugendliteratur
- 2004 Gaelyn Gordon Award für den Roman Under the Mountain
- 2004 Nominierung von The Scornful Moon in der Shortlist des Commonwealth Writers’ Prize
- 2004 Prime Minister’s Award for Fiction